# Florin Niță
Florin Constantin Niță (Bucarest, Rumanía, 3 de julio de 1987) es un futbolista rumano. Juega de portero y milita en el Damac Club de la Liga Profesional Saudí.

## Selección nacional
Ha sido internacional con la selección de Rumanía en 31 ocasiones.

### Participaciones en Eurocopas
| Copa          | Sede     | Resultado        | Partidos | Goles |
| ------------- | -------- | ---------------- | -------- | ----- |
| Eurocopa 2024 | Alemania | Octavos de final | 4        | 0     |

## Clubes
| Club                     | País            | Año       |
| ------------------------ | --------------- | --------- |
| Concordia Chiajna        | Rumania         | 2006-2013 |
| Steaua de Bucarest       | Rumania         | 2013-2018 |
| A. C. Sparta Praga       | República Checa | 2018-2023 |
| F. K. Pardubice (cedido) | República Checa | 2023      |
| Gaziantep F. K.          | Turquía         | 2023-2024 |
| Damac Club               | Arabia Saudita  | 2024-     |

## Palmarés

### Títulos nacionales
| Título                     | Club               | País            | Año     |
| -------------------------- | ------------------ | --------------- | ------- |
| Liga I                     | Steaua de Bucarest | Rumania         | 2013-14 |
| Copa de Rumania            | Steaua de Bucarest | Rumania         | 2014-15 |
| Liga I                     | Steaua de Bucarest | Rumania         | 2014-15 |
| Copa de la Liga de Rumania | Steaua de Bucarest | Rumania         | 2014-15 |
| Copa de la Liga de Rumania | Steaua de Bucarest | Rumania         | 2015-16 |
| Copa de la República Checa | A. C. Sparta Praga | República Checa | 2019-20 |

### Distinciones individuales
| Distinción                | Año  |
| ------------------------- | ---- |
| Futbolista Rumano del año | 2021 |